# 31189 Трікомі
31189 Трікомі (31189 Tricomi) — астероїд головного поясу, відкритий 27 грудня 1997 року.
Тіссеранів параметр щодо Юпітера — 3,400.
Названо на честь італійського математика Франческо Трікомі (італ. Francesco Giacomo Tricomi, 1897-1978).